# Heterocromatina

L'heterocromatina es un tipus de cromatina que està compacta, condensada, empaquetada, i que es tenyeix intensament amb tincions per a ADN (heteropicnosi positiva, com ara tinció H&E o por DAPI).

## Característiques
A causa de l'alt grau d'empaquetament de l'àcid desoxiribonucleic amb proteïnes com les histones, l'heterocromatina no es pot transcriure. A l'heterocromatina la replicació de l'ADN es realitza tard a la fase S; mentre que a l'eucromatina ocorre a l'inici de la fase S,
L'heterocromatina consisteix principalment en seqüències satel·litàries genèticament inactives, i molts gens reprimits en diversos graus. Tant els centròmers com els telòmers estan constituïts per heterocromatina; també està format per heterocromatina el corpuscle de Barr (segon cromosoma X inactivat en femelles de certes espècies amb sistema XY de determinació del sexe).

## Tipus de heterocromatina
Es reconeixen dos tipus principals d'hetericromatina:
- Constitutiva: idèntica per a totes les cèl·lules de l'organisme. Inclou els telòmer i els centròmers. Conté histones H3 i H4 sub-acetilades i la H3 metilada en la lisina 9 (H3K9). No es transcriuen mai.[3]
- Facultativa: diferent en els diferents tipus cel·lulars. Conté els gens que no s'expressen però que poden expressar-se en algun moment.